# Pristolepis pentacantha
П'ятиколючко́вий пристоле́піс (Pristolepis pentacantha) — новий вид прісноводних риб з роду пристолепіс (Pristolepis), описаний у 2014 році. Виявлений у річці Кабані (англ. Kabani River) на півдні Індії, штат Керала, округ Ваянад (англ. Wayanad), поблизу кордону зі штатом Карнатака. Представник водної фауни Західних Гатів.
Місцева назва — ааттучембаллі (Aattuchemballi).

## Опис
Тіло риб має близьку до прямокутної форму, сильно стиснуте з боків, помітно звужується на хвостовому стеблі.
Довжина риб до 11,7 см.
Голова помірної величини. На відміну від інших представників роду, п'ятиколючковий пристолепіс має великі очі, поставлені близько одне до одного. Рот верхній.
Спинний плавець налічує 15-16 твердих і 11 м'яких променів, анальний — 5 твердих і 7 м'яких, черевні — 1 твердий і 5 м'яких. Хвостовий плавець закруглений, має 14 променів.
Бічна лінія переривається, вона налічує 22 і 7 лусок та ще 2-3 луски біля основи хвостового плавця. Задній кінець бічної лінії нахилений донизу.
Луска відносно велика, дрібні луски розташовані лише біля основи спинного, анального та хвостового плавців.
Тіло риб має зеленкувато-сіре забарвлення. Перетинки між твердими променями спинного плавця червонувато-оранжеві, м'які частини спинного, анального та хвостовий плавець сірі, грудні плавці зеленкуваті. Очі зеленкувато-чорні.

## Господарське значення
Їстівна риба. Може бути об'єктом декоративного рибоводства.